# مايك ماندو
مايكل «مايك» براندلي (بالإنجليزية: Michael Brendli)‏ الشهير باسم مايك ماندو (بالإنجليزية: Mike Mondo)‏ (من مواليد 26 مارس 1983) هو مصارع أمريكي محترف، الذي كان يعمل في رينغ أف أنور ROH. ويشتهر بموندو مايك وأيضاً في فرقة سبيريت سكواد باسم ميكي في ترفيه المصارعة العالمية دبليو دبليو إي.

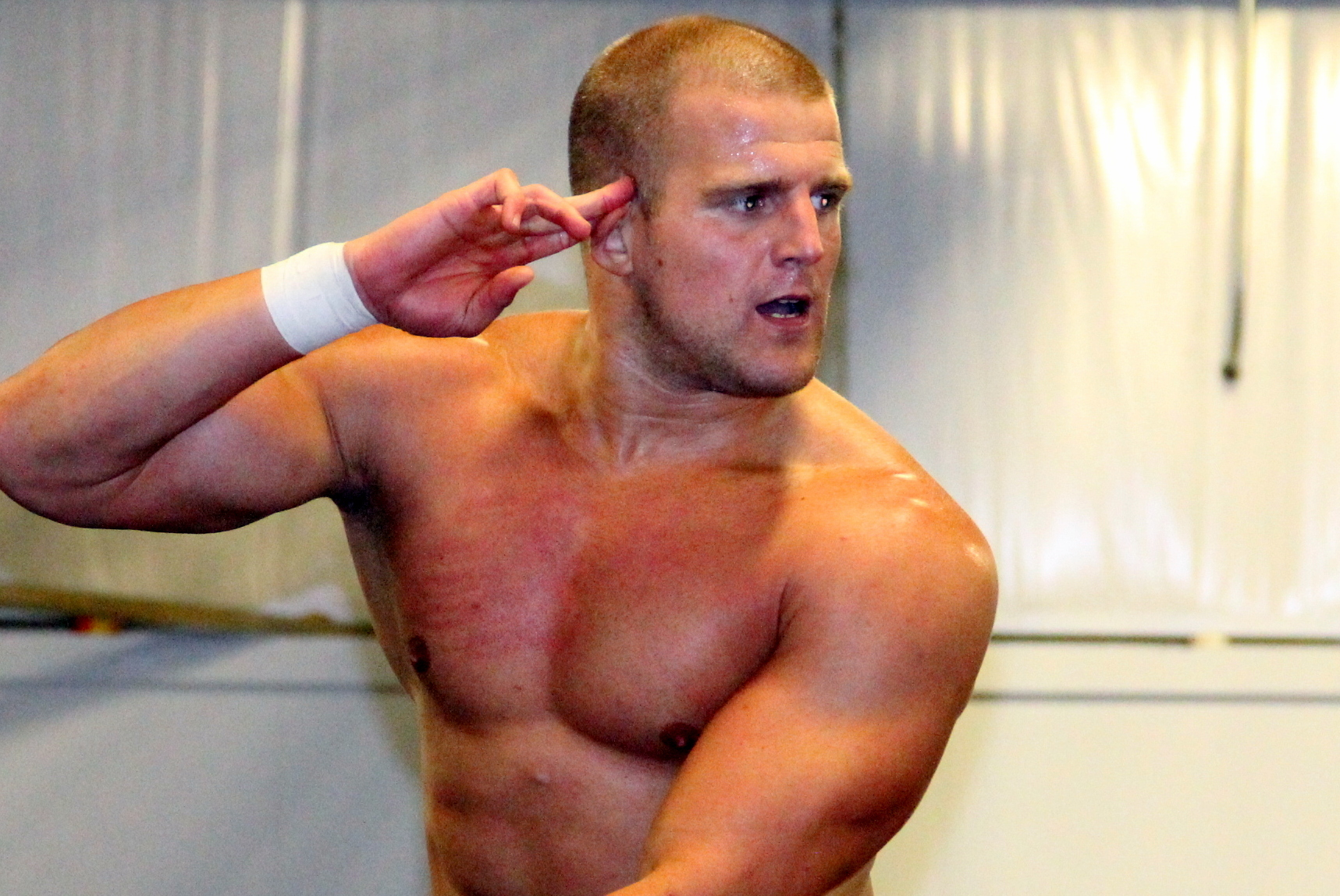

## روابط خارجية
- مايك ماندو على موقع IMDb (الإنجليزية)
- مايك ماندو على موقع قاعدة بيانات الفيلم (الإنجليزية)
- مايك ماندو على موقع دبليو دبليو إي (الإنجليزية)
- مايك ماندو على موقع CageMatch worker (الإنجليزية)
- مايك ماندو على موقع قاعدة بيانات المصارعة على الإنترنت (الإنجليزية)
- مايك ماندو على موقع عالم المصارعة على الإنترنت (الإنجليزية)
- مايك ماندو على موقع عالم المصارعة على الإنترنت (الإنجليزية)